# B-flower (アルバム)
『b-flower』（ビーフラワー）は、日本のネオアコ・バンドであるb-flowerの 7thに当たる同名アルバム。
1998年4月8日に東芝EMI（現・EMIミュージック・ジャパン）より発売された。メジャーレーベルからのアルバムリリースとしては、最後の作品。
これまでも制作に関わってきた細海魚との共同プロデュース。計3曲がシングルカットされた。
「今回セルフ・プロデュースで、かなり細かいところまで全部自分らの神経の行き届いたもんが作れたっていうのがあって。今回は100%ビーフラワーの今の正直な状態を出せたっていう。だから……いちばん正直なタイトルとして、もうこれは『b-flower』、という感じがしましたね」（八野）
「地面にひとひらふたひら降りだした雪から、蛍の光やアンドロメダの光まで思いを馳せるような時、あるいは、足下に降る静かな雨が遠くの街まで濡らしていることに気づく瞬間ーーー混じりあう自然の風景にふと目を凝らした時、確実に立ち上がる様々な感情のありようをそっと、丁寧にサウンドと言葉に織り込んだようなーーービーフラワーの新作は、決して目につく派手さや新鮮さはなくとも、聴き手の世界観を少しずつ深く広くする美しさに満ちている。そして、その美しさは声高な主張や瞬発力のあるサウンドよりも、強く、切実に聴き手の意識を変革するような力を持っている」（ROCKIN'ON JAPAN ）

## 収録曲
1. 嬉しいことや悲しいこと (1:48)
  - 作詞：八野英史、作曲・編曲：宮大
  - 林「1曲目の "嬉しいことや悲しいこと" っていう実に淡々とした曲で《嬉しいことや悲しいこと　僕に起こるすべてよ　君を包むすべてを》ってフレーズを歌っているというのは、すごく象徴的だなあという感じもして。八野さんの中で、今までこういう詞ってーーー悲しみも何もかも含めて肯定する、みたいなのってなかったですよね」八野「うん、あのね……なんか……この前京都の嵯峨野で林さんに会った時も言ったけど……僕、子供生まれたり、なんかまあ、ほんまここ2年ぐらいいろんな事があって、この前も父親が亡くなったりとか。別に僕、そういう事があんまり言葉に直接出てくる方じゃないんですよ、歌詞とかには全然。そやけど、まあ、なんか意識して書こうと思ったんじゃ全然なかったんやけど、曲に導かれてっていう感じで出てきて……」林「初めて、そういう気持ちの部分を、わりとすんなり曲に託せるようになってきたのかなっていう感じは自分でもあります？」八野「うーん、なんか……もともと私小説的なもんってすごくうっとうしくて好きじゃないんですけど、ただなんか……ある次元を越えてしまうともう、出てきてしまうんやなというのは今回思いましたね」[1]
2. 時空のバタフライ (4:40)
  - 作詞・作曲：八野英史、編曲：b-flower & 細海魚
  - 7th シングル（97年）。
3. 丘の人 (5:28)
  - 作詞：八野英史、作曲：岡部亘（岡部わたる） 、編曲：b-flower & 細海魚
4. ハッピイ放牧 (5:35)
  - 作詞：八野英史、作曲：岡部亘、編曲：b-flower & 細海魚
5. 蛍 (3:46)
  - 作詞：八野英史、作曲：宮大、編曲：b-flower
  - 8th シングル（97年）。八野によると、宮が作った「素朴なメロディ—」を聴いて、雪に覆われた山あいの町、夏の蛍の川、竹やぶの暗いわき道、といった「イメージのかたまり」のようなものが頭に浮かび、その後は「苦労なくスルスルと詞ができた」という。「わびさびの利いた、自称嵯峨野系（浸透せず）のクリスマスソング」[2]。
6. 永遠の59秒目(4:27)
  - 作詞・作曲：八野英史、編曲：b-flower & 細海魚
  - シングル『時空のバタフライ』のカップリングとなったのは別バージョン（アコースティック・バージョン）。
7. Giant Killer (3:50)
  - 作詞：八野英史、作曲：岡部亘、編曲：b-flower & 細海魚
8. October Song (5:00)
  - 作詞：八野英史、作曲：岡部亘、編曲：b-flower & 細海魚
9. 春にして君を想う(5:26)
  - 作詞・作曲：八野英史、編曲：b-flower & 細海魚
10. 地の果てより発つ〜何本もの光の矢がそこから降る (4:26)
  - 地の果てより発つ
  - 作詞・作曲：八野英史、編曲：b-flower
  - 〜何本もの光の矢がそこから降る
  - 作曲・演奏：細海魚
  - 9th シングル（2010年現在、最終シングル）。
  - 「Snow Bell Version」という別バージョンも入っている。
  - 「この曲では、いろんな状況や感情が混沌と入り交じった上に、僕なりにあがいて前を向いているという感じ」（八野）[3]。

## クレジット
- 八野英史 : ヴォーカル、アコースティック・ギター、12弦アコースティック・ギター、エレクトリック・ギター、コーラス
- 岡部亘（岡部わたる）  : ドラムス、パーカッション、アコースティック・ギター、エレクトリック・ギター、コーラス、コンピュータ・プログラミング
- 宮大 : ベース、エレクトリック・ギター、コンピュータ・プログラミング
- 鈴木浩  : エレクトリック・ギター、アコースティック・ギター

### 参加ミュージシャン
- 細海魚 : キーボード
- 金子鉄心 （おかげ様ブラザーズ）: ティン・ホイッスル(3)、リコーダー(4)
- 木幡光邦 : トランペット & フリューゲル・ホーン(9)
- コンピュータ・プログラミング : 細海魚、坂本俊介、成田真樹
- ストリングス(6) : 小池吾郎、寺井庸裕、橋本しのぶ、国崎一統、高橋真二、田中千穂、小谷泉、高瀬有美、田中大輔

### その他
- プロデュース : b-flower、ただし(2)(6)(7)(9)は b-flower & 細海魚
- トータル・サウンド・モジュレーション : 細海魚
- 録音・ミックス : 森岡徹也

## 備考
- CD は廃盤だが、iTuneで配信販売されている。